# Road Rage – Maßlose Wut
Der Thriller Road Rage – Maßlose Wut von Richard Roy wurde 2004 produziert.

## Handlung
Die alleinerziehende Mutter Joanne Sanders arbeitet in einem Nachtclub als Kellnerin. Als sie in der Nacht heimkehrt, trifft sie auf der Straße einen Mann, mit dem sie streitet. Er belästigt sie daraufhin mit Anrufen, ihre Wohnungseinrichtung wird demoliert. 
Joanne und ihr Sohn Eric fühlen sich bedroht, aber die Polizei will nichts unternehmen. Joannes Mutter stirbt im explodierenden Auto. Joanne übernimmt die Initiative im Kampf gegen den Stalker. Sie zeigt einen Mann, der den Nachtclub besucht, bei der Polizei an. Es zeigt sich jedoch, dass der Mann ein Alibi hat und Joanne sich irrte.
Eric wird von dem wahren Stalker entführt. Der Mann ruft Joanne an und will, dass sie ihm mit ihrem Auto in einen abseits liegenden Ort folgt. Dort soll sie sich entschuldigen. Der Stalker schießt auf Joanne, sie reißt ihm die Waffe weg und schießt auf ihn. Der verletzte Stalker kriecht in Joannes Auto, mit dem er Joanne überfahren will. Sie schießt auf das Auto, das explodiert.

## Kritiken
- Teleboy.ch: "Krimi, der souverän für Spannung und Schockmomente sorgt" (Quelle)
- TV Today: "Laura Leighton und ein paar Schockmomente sorgen für solide Fernsehunterhaltung" (Quelle)
- TV Movie: "Krimiroutine mit Schockmomenten" (Quelle)